# Michauxia laevigata
Michauxia laevigata là loài thực vật có hoa trong họ Hoa chuông. Loài này được Vent. mô tả khoa học đầu tiên năm 1802.